# Matthias Schmidt (Politiker)

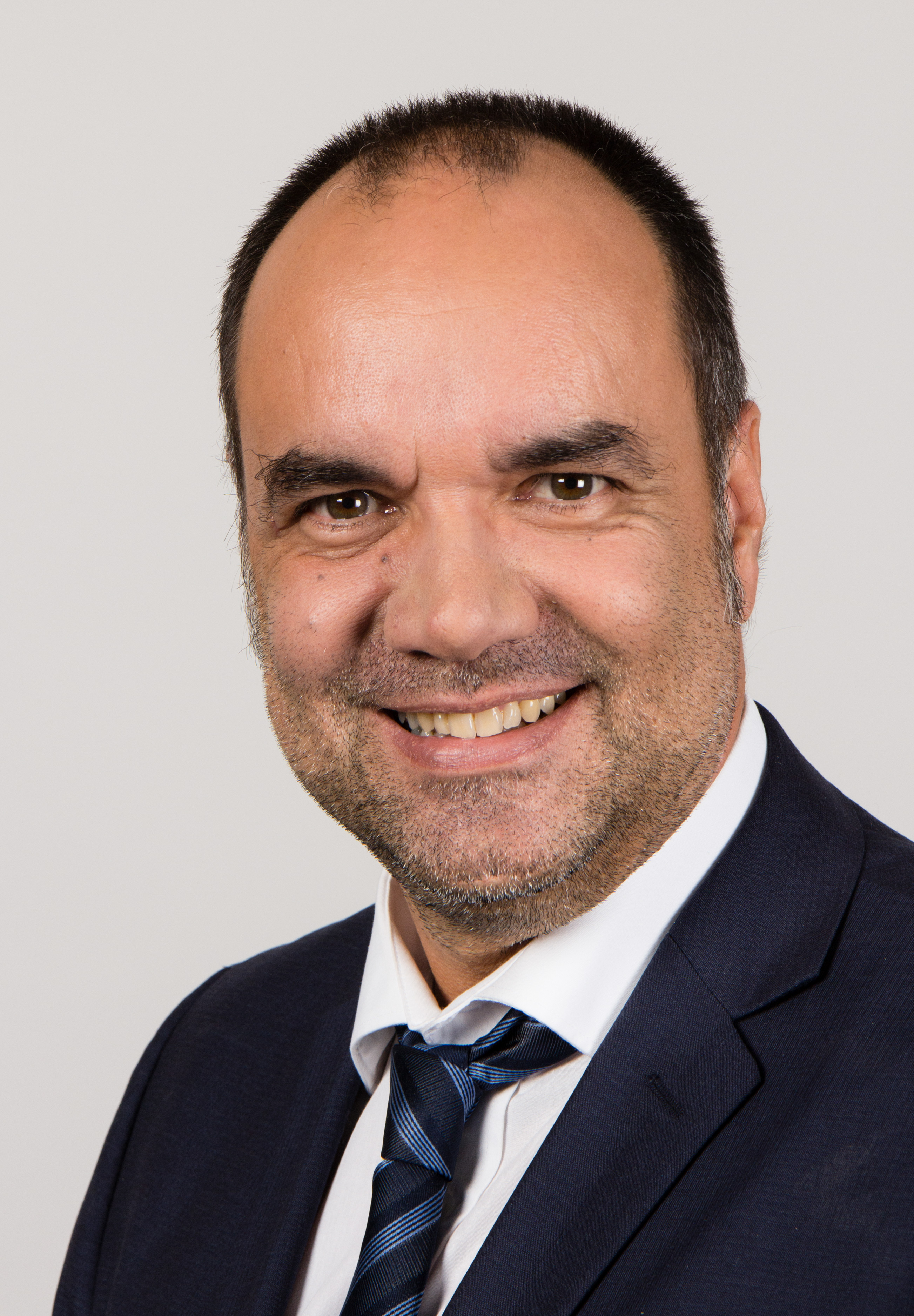
Matthias Schmidt (2014)

Matthias Schmidt (* 8. Februar 1963 in Homberg/Efze) ist ein deutscher Politiker (SPD). Er war von 2013 bis 2017 Mitglied des Deutschen Bundestages.

## Leben
Matthias Schmidt besuchte das Gymnasium Philippinum in Marburg und legte dort die Abiturprüfung ab. Er absolvierte ein Studium mit Abschluss als Diplom-Verwaltungswirt und war anschließend ab 1988 für das Statistische Bundesamt in Wiesbaden und in Berlin tätig. Von 1999 bis 2013 war er im Bundesministerium des Innern beschäftigt, wo er nach seinem Ausscheiden aus dem Bundestag seine vormalige Tätigkeit wieder aufnahm. 
Matthias Schmidt ist seit 1982 verheiratet und hat drei Kinder. Schmidt war langjährig Vorsitzender des Treptower Teufel Tennisclubs in Berlin und engagiert sich in besonderem Maße für die Städtepartnerschaft seines Bezirks mit der italienischen Stadt Albinea. Als Altligafußballer spielte er für den 1. FC Union Berlin.

## Abgeordneter
Schmidt wurde 2006 in die Bezirksverordnetenversammlung in Treptow-Köpenick gewählt und wurde 2011 dort Vorsitzender der SPD-Fraktion. Bei der Bundestagswahl 2013 kandidierte er im Wahlkreis Treptow-Köpenick und zog über die Landesliste in den 18. Deutschen Bundestag ein. Er war stellvertretender Sprecher der SPD-Landesgruppe Ost im Deutschen Bundestag und Mitglied im Innen- sowie im Sportausschuss. Bei der Bundestagswahl 2017 verlor er sein Mandat.